# Mercia
Mercia vagy a Merciai Királyság (óangol nyelven Miercna rīce) egyike volt a hét angolszász királyságnak. Neve az angolszász mierce vagy myrce kifejezésből ered, ami határvidéki népet jelent.
A királyság központját a Trent és mellékfolyóinak völgye képezte, az a régió amelyet ma Midlandsnak neveznek. Az ország fővárosa Tamworth volt a mai Staffordshire megyében; miután Creoda 584-ben erődöt épített, itt volt a merciai királyok székhelye.
I. sz. 600 és 900 között Northumbria kivételével Mercia meghódította vagy vazallusává tette a többi angolszász királyságot (Kelet-Angliát, Essexet, Kentet, Sussexet és Wessexet). Fénykorát Offa uralkodása alatt élte, aki 250 km-es sánccal választotta el egymástól Angliát és Walest. Offa halála után a wessexiek fellázadtak és kivívták függetlenségüket és egész Dél-Angliát uralmuk alá hajtották.
A 9. század végén a dán vikingek elfoglalták Britannia keleti részét és létrehozták a Danelaw-t, amely Mercia keleti felét is magába foglalta. Az utolsó független merciai király, II. Ceolwulf 879-ben halt meg; ezután Wessex vazallusa lett, míg 918-ban I. Edward maradék függetlenségét is megszüntette.

## A királyság kialakulása

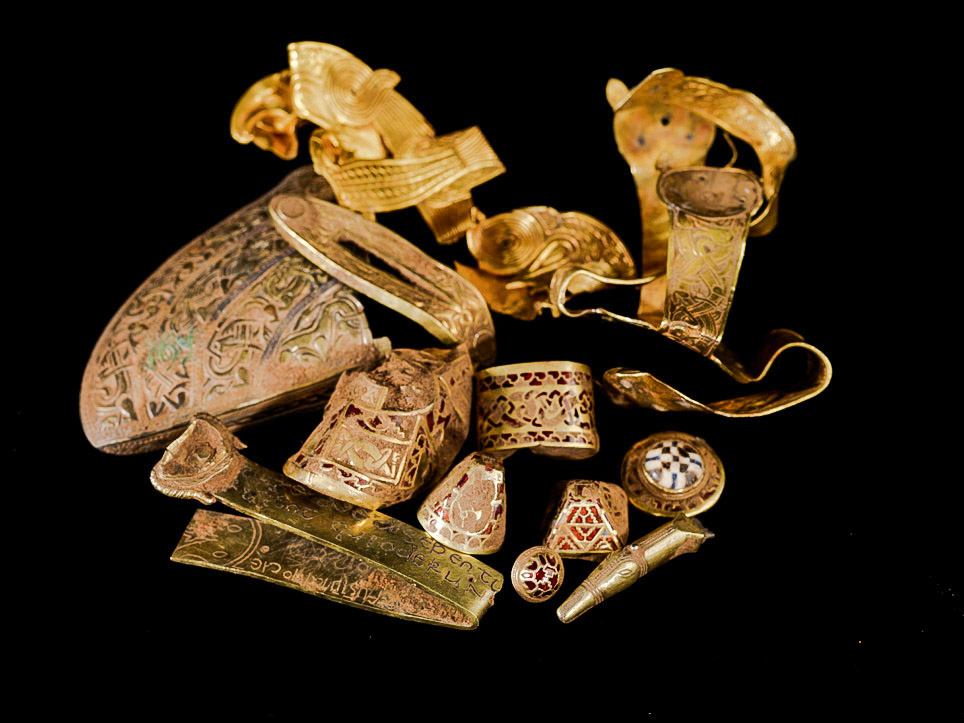
A merciai eredetű staffordshire-i kincs az eddig talált legnagyobb angolszász kincslelet

A Merciai Királyság kialakulása kevésbé ismert mint a többi angolszász államé: Northumbriáé, Kenté vagy Wessexé. A többi királysághoz képest később alakított ki szilárd politikai struktúrát és vette fel a kereszténységet. A régészeti leletek tanúsága szerint az angolok a 6. században kezdtek letelepedni a Temzétől északra és a királyság nevének jelentése alapján a szászok és kelták közötti határvidék népessége alapította az államot (egy másik magyarázat szerint a Trent-völgyi szászok és Northumbria közötti határ volt a királyság bölcsője).
A korai királyság határai nem ismertek, de a korabeli adófizetési jegyzékeken szerepel egy "legelső merciaiak" nevű csoport, amely a mai Dél-Derbyshire, Leicestershire, Nottinghamshire, Staffordshire és Észak-Warwickshire területén lakott.
Az első merciai uralkodó, akit névről ismerünk Creoda, aki Icel dédunokája volt. 584 körül lett az ország feje és ő építette Tamworthban azt az erődöt, amely aztán utódainak is székhelyül szolgált. Utóda fia, Pybba lett 593-ban, akit 606-ban Cearl, Creoda rokona követett. 615-ben Cearl lánya, Cwenburga feleségül ment Northumbria (akkor még Deira) királyához, Eadwine-hez.

## A királyság terjeszkedése

Britannia államai 600 körül

Ezután Penda következett a trónon, aki 626 (vagy 633) és 655 között uralkodott. Vele kapcsolatos információink Beda Venerabilistől származnak, aki eléggé ellenséges vele, lévén pogány volt és Beda országának, Northumbriának riválisa. Azt a krónikás is elismeri, hogy Penda beengedte országába a Lindisfarnéből jövő keresztény misszionáriusokat és nem tiltotta meg nekik a térítést. Penda volt az aki legyőzte és megölte a magát angolszász nagykirálynak, bretwaldának kikiáltó northumbriai Eadwine-t; majd utódját, a szintén bretwaldai babérokra törő Oswaldot is. Mikor azonban 655-ben inváziót indított Northumbriába, a winwaedi csatában életét vesztette.
Halála Mercia hatalmának ideiglenes összeroppanásához vezetett. A northumbriai Oswiu meghódoltatta Penda fiát és utódát, Peadát, majd 656-ban meg is ölette és közvetlenül kormányozta egész Merciát. 658-ban felkelés robbant ki ellene, amit Penda egy másik fia, Wulfhere vezetett aki visszaállította országa függetlenségét. Utóda 675-ben Æthelred lett, aki a Trent-menti csatában legyőzte az északiakat és véglegesen eldöntötte, hogy a két hatalom közül melyikük szférájába kerüljön Lindsey királysága (a mai Lincolnshire-ben). Æthelredet Wulfhere fia Cœnred követte, mindketten leginkább vallási tevékenységükről voltak nevezetesek; az utánuk következő Ceolred azonban kicsapongó életet élt és állítólag megőrült. Vele kihalt Penda vérvonala. A merciaiak ekkoriban foglalták el a walesi határ menti Pengwernt a mai Wroxeter környékén.

Mercia befolyásának növekedése a 8. században

A következő jelentős uralkodó Æthelbald (716–757) volt, akinek eleinte két erős riválissal kellett szembenéznie, a kenti Wihtreddel és a wessexi Inével. 725-ben azonban meghalt Withred, Ine pedig egy évvel később lemondott és Rómában beállt szerzetesnek, így Mercia valamennyi Humbertől délre fekvő angolszász földre kiterjeszthette hatalmát. 752-ben a wessexiek fellázadtak Cuthred vezetésével, de 757-re Æthelbaldnak sikerült ismét alávetnie a királyságot.

## Offa uralma és Wessex felemelkedése
757-ben Æthelbaldot meggyilkolta egyik testőre és ezután belháború tört ki a trónért, amelyből Offa került ki győztesként. Hadjárataival megerősítette Mercia hegemóniáját déli szomszédai fölött és az ország történetének egyik legsikeresebb királyának bizonyult. Városokat alapított, az angolszászok közül elsőnek vert aranypénzt, Lichfieldben rövid életű érsekséget hozott létre és Nagy Károllyal is mint magával egyenlővel levelezett. Ő építtette a Merciát és Walest elválasztó 250 km-es földsáncot, amely a mai napig is látható.
Offa mindent megtett, hogy fia, Ecgfrith örökösödése biztosítva legyen, aki azonban alig öthónapnyi uralkodás után váratlanul meghalt. Utóda egy távoli rokon, Coenwulf lett. 825-ben az ellanduni csatában a wessexiek legyőzték az akkori merciai királyt, Beornwulfot és kivívták függetlenségüket. Beornwulfot 826-ban a kelet-angolok ölték meg egy lázadás során, majd egy évvel később utódjával ugyanígy bántak. Mercia káoszba süllyedt és eközben Wessex vált a domináns dél-britanniai hatalommá.

## A dán invázió
A 853-ban trónra került Burgred wessexi segítséggel meghódította Észak-Walest. 865-ben a dánok jókora hadsereggel partraszálltak Britanniában. 868-ban elfoglalták Nottinghamot, 874-ben pedig kifosztották Mercia fővárosát, Tamworth-t és elűzték Burgredet az országából. Helyét II. Ceolwulf vette át. 877-ben a vikingek a királyság teljes keleti felét elcsatolták és betagozták az uralmuk alatt álló területbe, a Danelawba. Ceolwulf, az utolsó független merciai király 879-ig uralkodott az ország megmaradt nyugati részén. Utódja, Æthelred behódolt Wessexnek, a 879 után vert merciai pénzeken már a nyugati szász királyok neve olvasható. Æthelred Nagy Alfréd wessexi király lányát, Æthelflædet vette feleségül, aki maga vezette az ország ügyeit, miután férje megbetegedett és annak halála után is hét évig, 918-ig. Bár a wessexi király ekkor visszavette tőle Oxfordot és Londont, de testvére segítségével sikerült meghódítania a Danelaw déli részét.

## A függetlenség elvesztése
Æthelflæd halála után lánya, Ælfwynn vette át a szerepét, de fél évvel később Edward király megfosztotta minden tisztségétől és Wessexbe rendelte.
Mercia mint országrész még sokáig fennmaradt. Æthelstan is itt nevelkedett és Mercia királyának kiáltották ki, még mielőtt Wessex uralkodója lett volna, ahol egy ideig kívülállónek is tekintették és megpróbálták megvakítani. 975-ben I. Edgárt is így jellemezték: "a nyugati szászok barátja és a merciaiak védelmezője". Mercia egy rövid ideig (955–959) politikailag különállóvá vált, mikor Edgárt Mercia királyává koronázták, majd 1016-ban, mikor az angol királyságot felosztották Knut és Vasbordájú Edmund között, Knut kapta Merciát.
Az utolsó utalás Mercia nevére a krónikákban 1017-ből származik, amikor Knut Eadric Streonát bízta meg a vezetésével. Ezután a terület megnevezése eltűnik a történetírásból, bár 1049-ben még történt utalás a merciaiakra, mint népre.

## Vallás

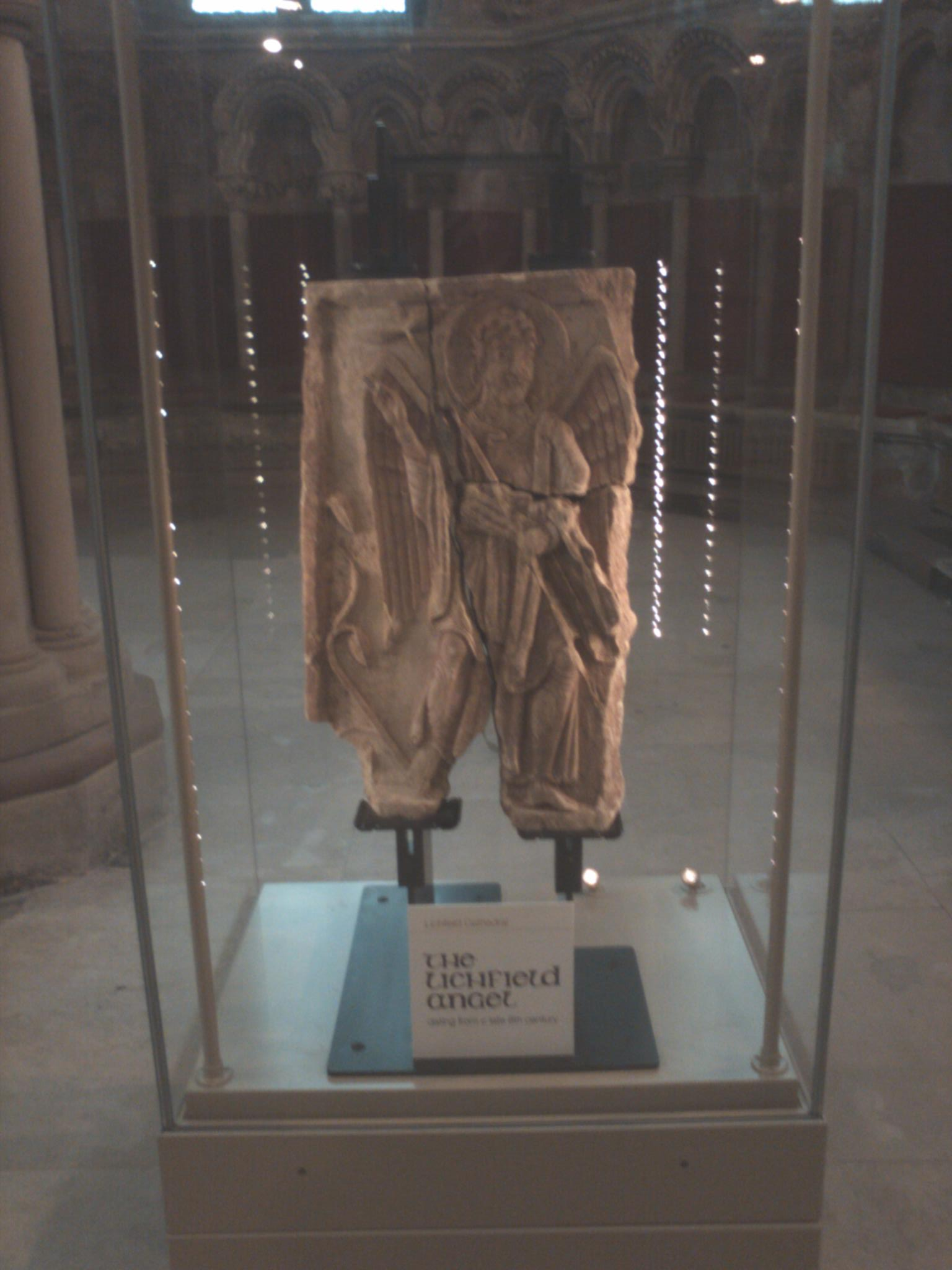
Gábriel arkangyal lichfieldi domborműve

Mercia első királyai pogányok voltak és a hét angolszász királyság közül ők vették fel legkésőbb a kereszténységet. Uralkodóik egészen 656-ig, Peadáig ragaszkodtak őseik hitéhez, bár ez nem gátolta meg őket abban, hogy a keresztény walesiekkel szövetkezzenek Northumbria ellen. Az első nagyobb keresztény népcsoport 628-ban került a királyságba, amikor Penda annektálta a korábban a nyugati szászok fennhatósága alatt lévő Hwicce területét.
Penda halála után az országot teljesen egészében keresztény államok vették körbe. Utódja, Peada a northumbriai király támogatásáért cserébe megkeresztelkedett és feleségül vette annak lányát. Az első püspök az ír szerzetes és hittérítő, Diuma lett.

## Érdekesség
Az ország emlékét megörökíti a Subscribe együttes Fall of Mercia című száma.

## Fordítás
- Ez a szócikk részben vagy egészben  a   Mercia című angol Wikipédia-szócikk ezen változatának fordításán alapul.  Az eredeti cikk szerkesztőit annak laptörténete sorolja fel. Ez a jelzés csupán a megfogalmazás eredetét és a szerzői jogokat jelzi, nem szolgál a cikkben szereplő információk forrásmegjelöléseként.